# Thềm lục địa

Các vùng biển theo luật biển quốc tế

Thềm lục địa là một phần của rìa lục địa, từng là các vùng đất liền trong các thời kỳ băng hà còn hiện nay là các biển tương đối nông (biển cạn) và các vịnh. Các thềm lục địa có độ dốc thoải đều (1-2°) và thông thường kết thúc bằng các sườn rất dốc (hay còn gọi là đứt gãy thềm lục địa). Đáy biển phía dưới các đứt gãy là dốc lục địa có độ dốc cao hơn rất nhiều so với thềm lục địa. Tại chân sườn nó thoải đều, tạo ra bờ lục địa và cuối cùng hợp nhất với đáy đại dương tương đối phẳng, có độ sâu đạt từ 2.200 đến 5.500 m.
Chiều rộng của thềm lục địa dao động một cách đáng kể. Có rất nhiều khu vực không có thềm lục địa, đặc biệt là ở các khu vực mà các gờ của vỏ đại dương nằm gần vỏ lục địa trong các khu vực sút giảm ven bờ, chẳng hạn như các vùng bờ biển của Chile hay bờ biển phía tây của đảo Sumatra. Thềm lục địa lớn nhất— thềm lục địa Siberi ở Bắc Băng Dương— kéo dài tới 1.500 kilômét. Biển Đông nằm trên một khu vực mở rộng khác của thềm lục địa, thềm lục địa Sunda, nó nối liền các đảo Borneo, Sumatra và Java với châu Á đại lục. Các biển khác cũng nằm trên các thềm lục địa còn có biển Bắc và vịnh Ba Tư. Chiều rộng trung bình của các thềm lục địa là khoảng 80 km. Độ sâu của các thềm lục địa cũng dao động mạnh. Nó có thể chỉ nông khoảng 30 m mà cũng có thể sâu tới 600 m.
Các trầm tích được chuyên chở tới các vùng thềm lục địa do hiện tượng xói mòn từ các vùng đất liền. Kết hợp với độ chiếu sáng từ Mặt Trời tương đối cao đối với các vùng biển nông thì các loài thủy sinh vật tại khu vực thềm lục địa tương đối phong phú khi so sánh với các sa mạc, sinh học của đáy đại dương. Cá tuyết (moruy) của khu vực Grand Banks phía ngoài Newfoundland đã nuôi những người châu Âu nghèo khó hơn 500 năm trước khi chúng bị đánh bắt cạn kiệt. Nếu các điều kiện yếm khí chiếm ưu thế trong các lớp trầm tích tại các thềm lục địa thì theo thời gian địa chất nó sẽ trở thành các nguồn nhiên liệu hóa thạch.
Xa hơn nữa, việc tương đối dễ tiếp cận của các thềm lục địa là phương thức tốt nhất để tìm hiểu các bộ phận của đáy đại dương. Trên thực tế mọi hoạt động khai thác thương mại, chẳng hạn khai thác dầu mỏ và hơi đốt (gọi chung là khai thác dầu khí) từ đại dương chủ yếu được tiến hành trên các thềm lục địa. Các quyền chủ quyền trên các thềm lục địa của mình đã được đề nghị bởi các quốc gia có biển trong Công ước về thềm lục địa, được đưa ra bởi Ủy ban luật quốc tế của Liên hiệp quốc năm 1958, một số phần trong đó đã được chỉnh sửa và thay thế bởi 1982 United Nations Công ước Liên hiệp quốc về luật biển năm 1982.

## Trong luật quốc tế
Trên đây là thuật ngữ thềm lục địa khi được hiểu với ý nghĩa khoa học của các lĩnh vực như địa chất học, hải dương học. Tuy nhiên trong lĩnh vực pháp lý thì thuật ngữ này có một số khác biệt so với cách hiểu trên.
- Nguyên bản điều 1 của Công ước về thềm lục địa năm 1958 quy định:

Article 1
For the purpose of these articles, the term "continental shelf" is used as referring
(a) to the seabed and subsoil of the submarine areas adjacent to the coast but outside the area of the territorial sea, to a depth of 200 metres or, beyond that limit, to where the depth of the superjacent waters admits of the exploitation of the natural resources of the said areas;
(b) to the seabed and subsoil of similar submarine areas adjacent to the coasts of islands.
- Bản dịch tiếng Việt:

Điều 1
Để phục vụ cho các điều khoản này, thuật ngữ "thềm lục địa" được sử dụng như là nói đến
(a) phần đáy biển và lòng đất dưới đáy biển của các khu vực biển tiếp giáp với bờ nhưng ngoài khu vực lãnh hải, tới độ sâu 200 mét hoặc, vượt ra ngoài giới hạn đó, tới độ sâu của các vùng nước chồng lên nhau cho phép khai thác được các nguồn tài nguyên thiên nhiên của các khu vực đã nói;
(b) phần đáy biển và lòng đất dưới đáy biển của các khu vực tương tự tiếp giáp với các bờ của các đảo.
Quy định này không có tính thực tế cao, bất hợp lý và không công bằng do trình độ công nghệ chung của các quốc gia là rất khác nhau. Công ước luật biển năm 1982 đã đưa ra định nghĩa mới có tính công bằng cao hơn, trong đó thềm lục địa của một quốc gia ven biển bao gồm đáy biển và lòng đất dưới đáy biển bên ngoài lãnh hải của quốc gia ven biển đó, trên toàn bộ phần kéo dài tự nhiên của lãnh thổ đất liền thuộc quốc gia đó cho đến bờ ngoài của dốc lục địa hoặc cách đường cơ sở dùng để tính lãnh hải một khoảng cách là 200 hải lý (370,4 km), khi bờ ngoài của dốc lục địa của quốc gia này ở khoảng cách gần hơn 200 hải lý. Trong trường hợp bờ ngoài của dốc lục địa kéo dài tự nhiên lớn hơn 200 hải lý tính từ đường cơ sở thì quốc gia đó có thể xác định ranh giới ngoài của thềm lục địa cho mình như sau:
1. Hoặc theo bề dày trầm tích: Đường nối các điểm cố định tận cùng bất kỳ mà lớp trầm tích có độ dày bằng hoặc lớn hơn 1% khoảng cách từ điểm đó tới chân dốc lục địa.
2. Hoặc theo khoảng cách: Đường nối các điểm cố định ở cách chân dốc lục địa nhiều nhất là 60 hải lý (111,1 km).
3. Trong cả hai cách tính trên thì chiều rộng tổng cộng của thềm lục địa tính từ đường cơ sở cũng không được vượt quá 350 hải lý (648,2 km) hoặc cách đường đẳng sâu 2.500 mét một khoảng cách không vượt quá 100 hải lý (185,2 km), với điều kiện tuân thủ các quy định cụ thể về việc xác định ranh giới ngoài của thềm lục địa có trong Công ước luật biển 1982 và phù hợp với các kiến nghị của Ủy ban ranh giới thềm lục địa được thành lập trên cơ sở Phụ lục II của Công ước này.

Ngoài ra, để hạn chế việc mở rộng quá 200 hải lý này, người ta cũng thêm 2 điều kiện nữa là:
1. Phải xác định rõ tọa độ, thông báo các thông tin tính toán cho Ủy ban ranh giới thềm lục địa với hạn cuối cùng là năm 2009.
2. Nghĩa vụ đóng góp bằng tiền hay hiện vật đối với việc khai thác các tài nguyên phi sinh vật của phần nằm ngoài phần thềm lục địa cơ bản (200 hải lý đầu).

### Cơ chế pháp lý
Các quốc gia ven biển và quốc gia quần đảo có quyền chủ quyền đối với thềm lục địa và các tài nguyên khai thác được từ đó. Ngoài ra, các quốc gia này cũng có quyền tài phán đối với các lĩnh vực sau: các đảo nhân tạo, các thiết bị; công trình trên thềm lục địa, các nghiên cứu khoa học hay bảo vệ môi trường. Các quyền chủ quyền và tài phán này không liên quan và không ảnh hưởng đến các quyền đối với vùng nước và vùng trời phía trên nó.